# Machimus globifer
Machimus globifer är en tvåvingeart som beskrevs av Gabriel Strobl 1906. Machimus globifer ingår i släktet Machimus och familjen rovflugor. Inga underarter finns listade i Catalogue of Life.